# Małgorzata Sadurska
Małgorzata Barbara Sadurska (Puławy; 3 de Dezembro de 1975 — ) é um político da Polónia. Ela foi eleito para a Sejm em 25 de Setembro de 2005 com 6988 votos em 6 no distrito de Lublin, candidato pelas listas do partido Prawo i Sprawiedliwość.